# Marche (stacja metra w Turynie)
Marche M1 – stacja turyńskiego metra na zachodnim przedmieściu Turynu w dzielnicy mieszkaniowej. Pierwsza stacja – licząc od Fermi – znajdująca się na terenie Turynu. Marche wybudowano pod Corso Francia. Na powierzchni kursuje autobus linii 36, który dociera do Rivoli.